# Guzoczyrka rozpostarta

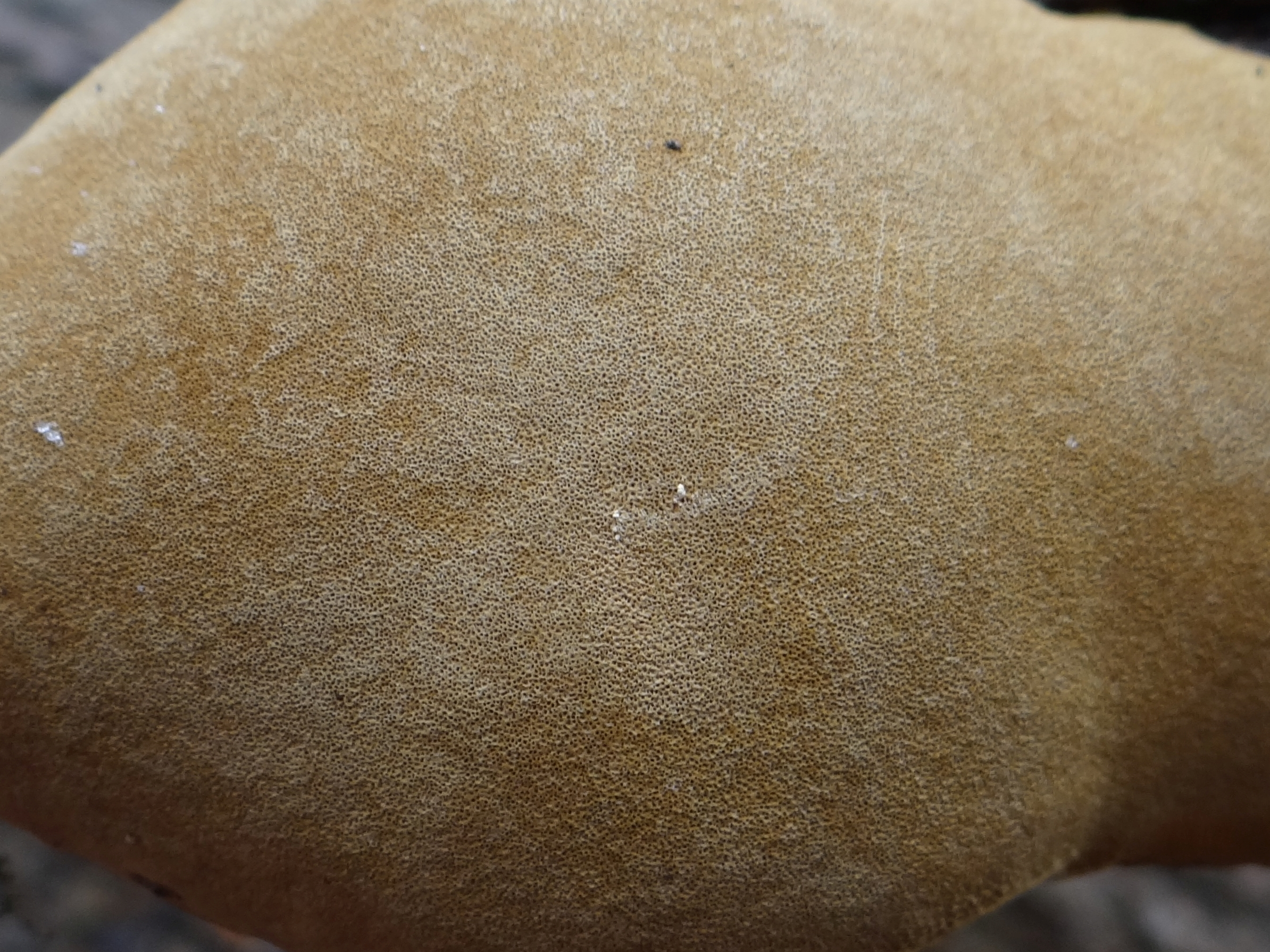
Hymenofor

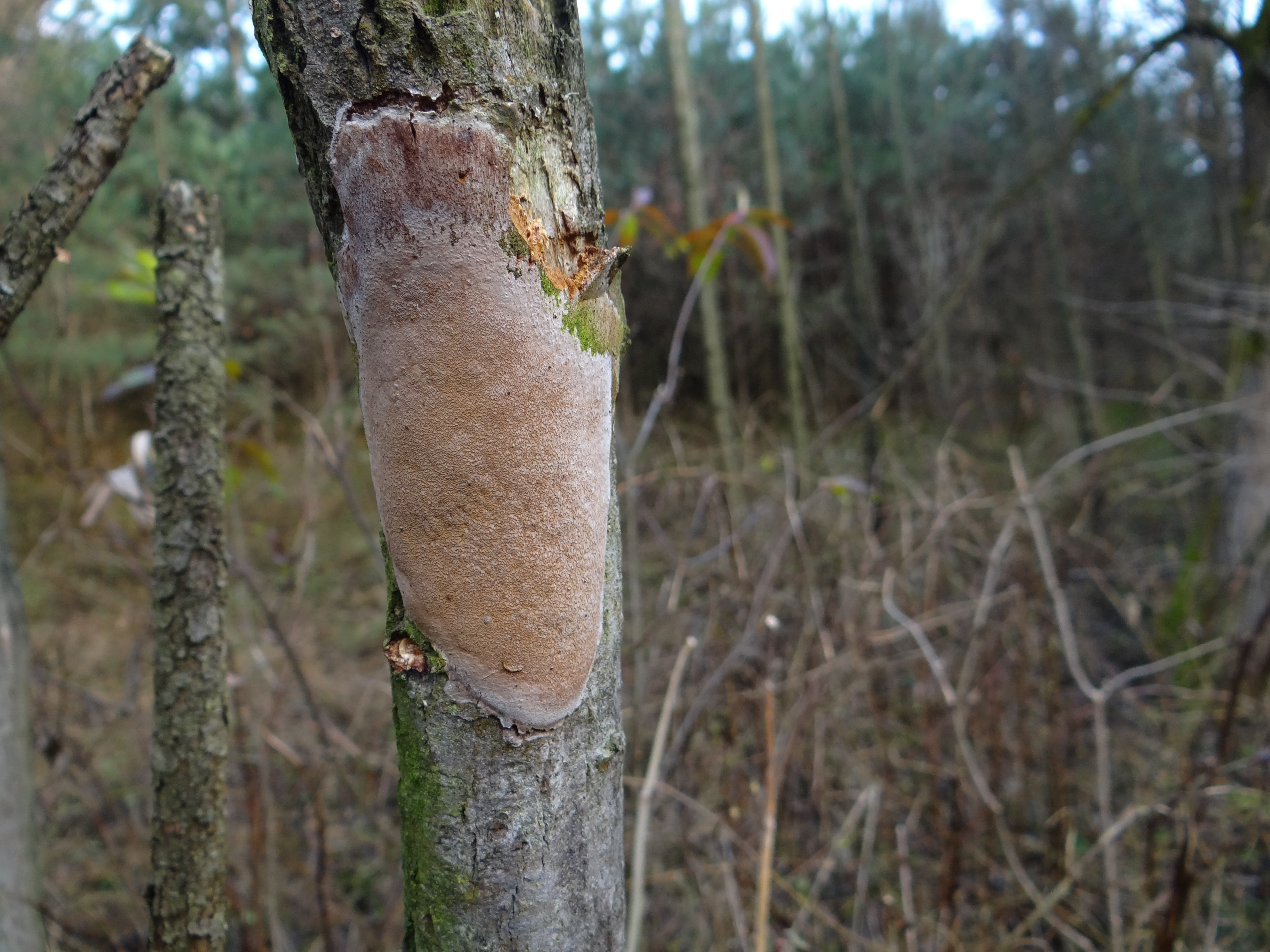
Młody owocnik na pniu wierzby

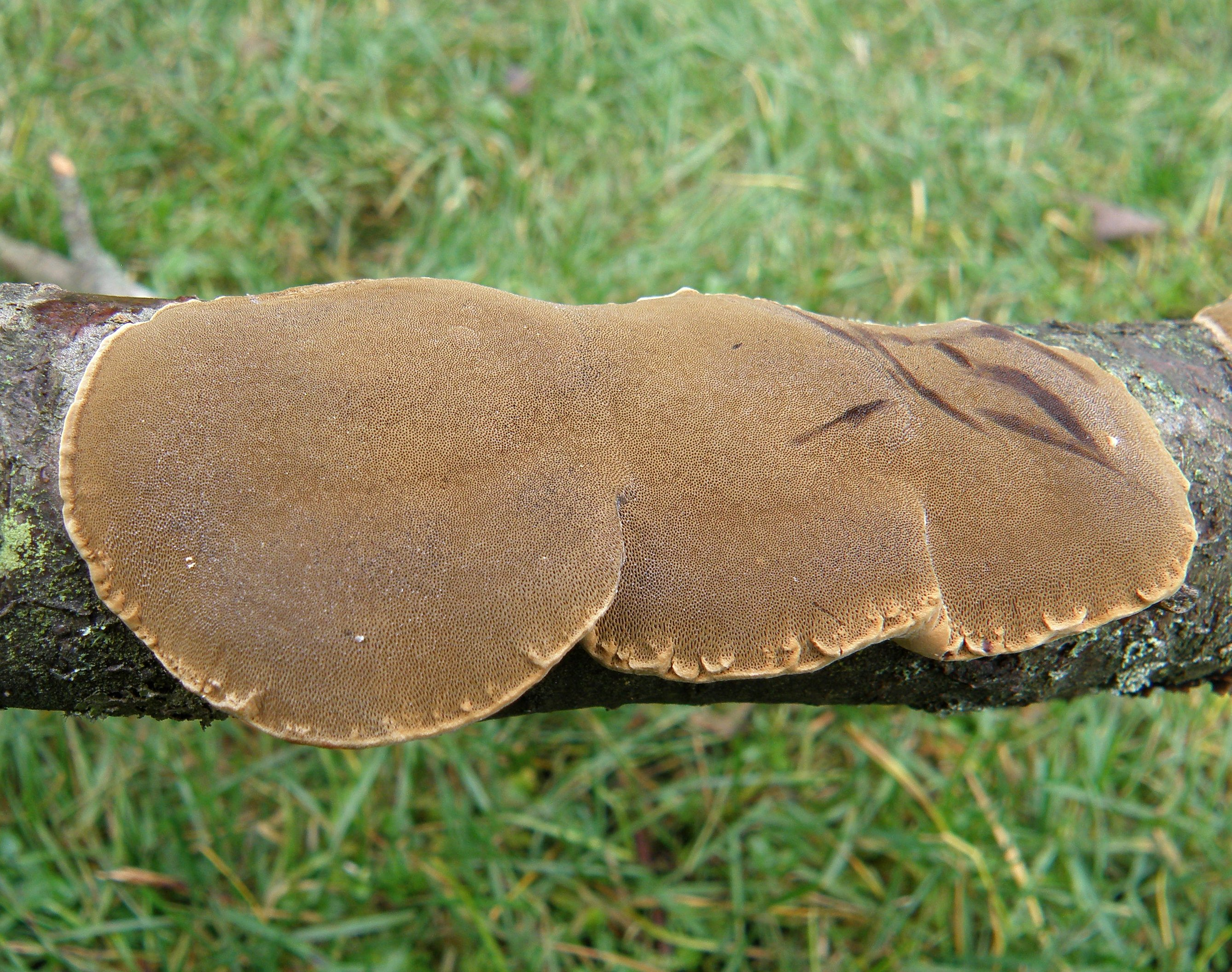
Wieloletni okaz guzoczyrki rozpostartej

Guzoczyrka rozpostarta, czyreń rozpostarty (Fomitiporia punctata (P. Karst.) Murrill)) – gatunek grzybów z rodziny szczeciniakowatych (Hymenochaetaceae).

## Systematyka i nazewnictwo
Pozycja w klasyfikacji według Index Fungorum: Fomitiporia, Hymenochaetaceae, Hymenochaetales, Incertae sedis, Agaricomycetes, Agaricomycotina, Basidiomycota, Fungi.
Po raz pierwszy takson ten zdiagnozował w 1882 r. Petter Adolf Karsten nadając mu nazwę Poria punctata. Obecną, uznaną przez Index Fungorum nazwę nadał mu w 1947 r. William Alphonso Murrill, przenosząc go do rodzaju Fomitoporia.
Ma ponad 30 synonimów naukowych. Niektóre z nich:

- Fuscoporia punctata (P. Karst.) G. Cunn. 1948
- Phellinus punctatus (P. Karst.) Pilát 1942
- Polyporus punctatus Fr. 1874
- Poria punctata P. Karst. 1882

Nazwę polską czyreń rozpostarty zaproponował Władysław Wojewoda w 2003 r., Stanisław Domański opisywał ten gatunek jako czyreń kropkowany. Obydwaj bazowali na systematyce zaliczającej go do rodzaju Phellinus (czyreń). Według Index Fungorum gatunek ten obecnie należy do rodzaju Fomitoporia, tak więc obydwie nazwy polskie są już niespójne z nazwą naukową. Nazwę „guzoczyrka rozpostarta” uwzględniającą odrębność od rodzaju czyreń w 2015 r. zaproponowała grupa mykologów w publikacji Karasińskiego i in., a jej używanie Komisja ds. Polskiego Nazewnictwa Grzybów Polskiego Towarzystwa Mykologicznego zarekomendowała w 2021 r.

## Morfologia
Owocnik
Owocnik ściśle przylega do podłoża, nieraz pokrywa dużą powierzchnię i jest kolorystycznie dostosowany do gatunku drzewa, na którym występuje. Początkowo jest płaski, ale co roku wytwarza nową, poduchowatą, ciemną warstwę owocującą, wskutek czego stopniowo staje się coraz bardziej wypukły, poduchowaty. Osiąga szerokość 2–30 cm i grubość do 2,5 cm. Zazwyczaj owocniki występują pojedynczo, rzadziej w grupach po dwa, trzy owocniki. Mają powierzchnię o barwie od cynamonoworudej do kasztanowobrunatnej. Brzeg owocnika jest wyraźnie odgraniczony od podłoża, u młodych okazów puszysto filcowaty.
Hymenofor
Rurkowaty, u młodych osobników brązowy, u starszych szarobrązowy. Rurki mają długość 5–6 mm i może w owocniku występować do 10 ich warstw, jedna na drugiej. Pory są tak drobne, że nie są widoczne gołym okiem. Mają skośne ujścia, nieco pleśniejące. W hymenium znajdują się nieliczne i słabo wykształcone szczecinki, czasami brak ich zupełnie.
Miąższ
Ciemny, czerwonobrązowy; bardzo łykowaty i mocny.
Zarodniki
Okrągławe, z jednej strony zaostrzone. o grubych ścianach, hialinowe. Rozmiar 6-8 × 5–7 μm.

## Występowanie i siedlisko
Notowany jest w Ameryce Północnej, Środkowej i Południowej, Europie, Azji i na Nowej Zelandii. W Polsce jest pospolity.
Jest pospolity w lasach i zaroślach liściastych, szczególnie w łęgach. Atakuje w pełni zdrowe drzewa. Owocniki dojrzewają jesienią. W Polsce notowany był na następujących gatunkach i rodzajach drzew: wierzba, olsza szara, grab, leszczyna, jesion wyniosły, topola osika, dąb, bez, wiąz.

## Znaczenie
Grzyb wieloletni, saprotrof i pasożyt. Jest jednym z groźniejszych pasożytów drzew liściastych. Rozwija się na żywym drzewie i jeszcze przez wiele lat po jego śmierci. Powoduje białą zgniliznę drewna. Początkowo drewno zaatakowanego przez niego drzewa jaśnieje, później bieleje i mięknie. Zakażenie zarodnikami następuje głównie przez rany. Zapobieganie polega na unikaniu zranień drzewa, usuwaniu obumierających gałęzi, wycinaniu zakażonych drzew i odkażaniu ran. Jest niejadalny.

## Gatunki podobne
- czyreń gładki (Phellinus laevigatus) ma powierzchnię spękaną, pokrytą guzkami i brodawkami, kolor szary do szaroczarnego[6].
- czyreń muszlowy (Phellinus conchatus) jest ciemnobrązowy i często porośnięty mchami[6].